# Deutsche Börse
Deutsche Börse AG este o companie pe acțiuni din Germania care operează una dintre cele mai mari burse europene, Frankfurter Wertpapierbörse (FWB), Bursa de valori din Frankfurt, în engleză: Frankfurt Stock Exchange, precum și bursa de futures și opțiuni Eurex. Deutsche Börse AG este ea însăși listată în DAX, indicele celor mai importante 30 de companii de la FWB.